# Nico Motchebon
Nico Motchebon (Berlino, 13 novembre 1969) è un ex mezzofondista e pentatleta tedesco.

## Biografia
Inizia la carriera nel 1985 nel pentathlon moderno. Nel 1989 è vice-campione mondiale nella staffetta a squadre, mentre nel 1991, a San Antonio, giunge terzo nella medesima competizione, qualificandosi per le Olimpiadi del 1992, dove però non gareggia.
Nell'autunno del 1992 inizia a dedicarsi all'atletica leggera e ai mondiali indoor del 1993 si aggiudica il terzo posto negli 800 metri piani, risultato che replicherà nel 1999.
A livello nazionale, negli 800 metri, è per sei volte campione nazionale (1993, 1994, 1995, 1996, 1997 e 1998) e sette volte campione nazionale indoor (1993, 1994, 1995, 1996, 1997, 1999 e 2001).

## Palmarès
- Mondiali:

Budapest 1989: argento nel pentathlon moderno staffetta a squadre.
San Antonio 1991: bronzo nel pentathlon moderno staffetta a squadre.

## Altre competizioni internazionali
1994
- Coppa Europa di atletica leggera ( Birmingham)
- 5º in Coppa del mondo ( Londra), 800 m piani - 1'47"67

1995
- Coppa Europa di atletica leggera ( Villeneuve d'Ascq)

1996
- Coppa Europa di atletica leggera ( Madrid)

1999
- Coppa Europa di atletica leggera ( Parigi)